# Szalézi Szent Ferenc Gimnázium

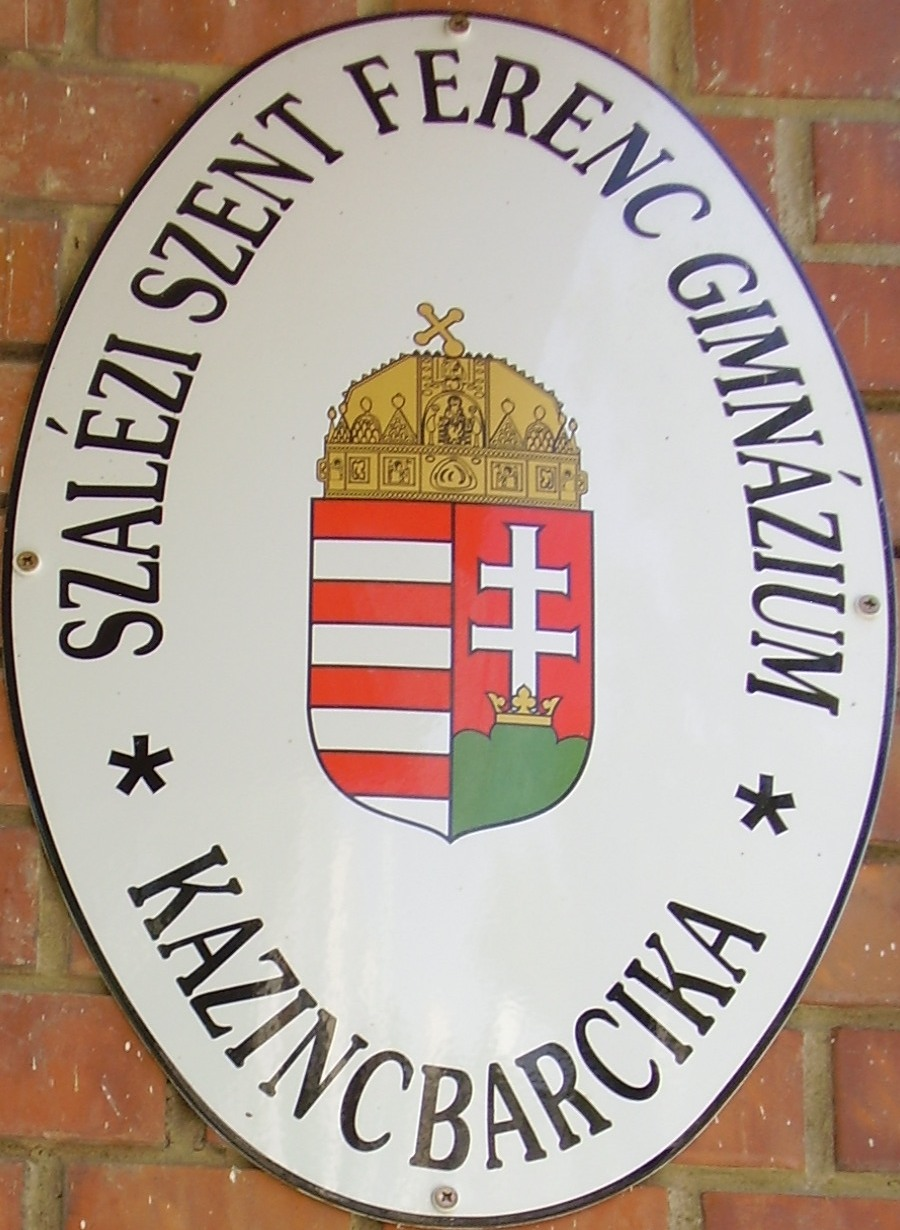
A Szalézi Szent Ferenc Gimnázium címere a bejáratnál

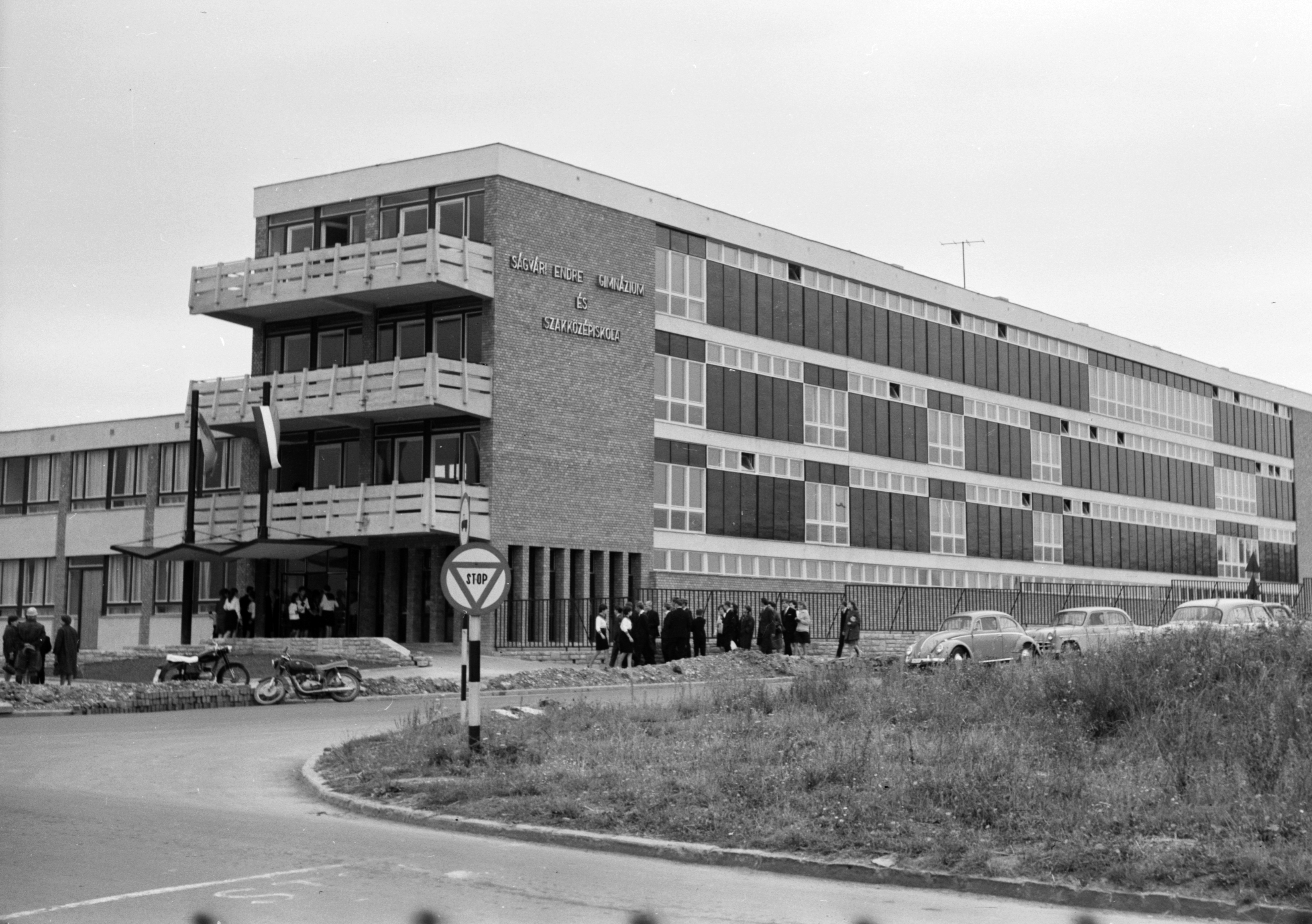
A Ságvári Endre Gimnázium 1966-ban

A Szalézi Szent Ferenc Gimnázium (1962-től 2011-ig Ságvári Endre Gimnázium) egy kazincbarcikai gimnázium. 
Az iskola 1962-1966 között Berentén működött, Általános Iskola, Gimnázium és Szakközépiskola Kazincbarcika-Berente néven.
Az egyre növekvő városban a majdani kialakuló városközpontban épült fel 1966-ra a gimnázium jelenlegi épülete.

## Története
1962-ben az ózdi József Attila Gimnázium kihelyezett tagozataként jött létre; kezdetben Berentén működött, majd 1966-ban felavatták a városközpontban épült új épületet.
Az intézményben az 1962/1963-as tanévben csak általános képzésű gimnáziumi osztályok voltak.
1964. szeptembertől indultak az első szakközépiskolai osztályok, közgazdasági és ipari csőszerelő szakokon, 4+2 rendszerű képzéssel, az általános tagozatú gimnáziumi osztályok mellett.
1965-ben közgazdasági és bánya-elektrolakatos szakképzésű osztályok léptek be a képzésbe.
1966-ban a gimnáziumi osztályok mellett, az előző évhez hasonlóan, közgazdasági és bánya-elektrolakatos szakképzésű osztályok kezdtek. Az elkövetkező években már ipari jellegű szakközépiskolai képzésben több osztály nem indult, de a közgazdasági képzés még megmaradt egy ideig.
Ezek után lépett be az egészségügyi szakközépiskolai képzés, amely – 1976-ban, új épületbe költözve – kivált és a jelenlegi Jókai Mór Gimnázium és Szakképző Iskola néven működött tovább 2011-ig.
Az általános tagozatú osztályok mellett 1991-ig  levelező tagozatos képzés folyt az intézményben. 
A kazincbarcikai gimnáziumban 1992-ben elindult a hatosztályos gimnáziumi oktatást, amely sikeres, és kiemelkedően eredményes oktatási formának számított.
1995-ben átszervezték az oktatás rendszerét, és az angol emelt szintű osztályt kiegészítve emelt szintű német nyelvi csoportot indítottak, valamint humán, reál osztályok indítását hirdették meg.
Követte 2004-ben az ötévfolyamos angol nyelvi osztály.
2010-ben történelem és matematika emelt szintű oktatást biztosító specifikációs osztályok indultak. 
2017-ben az iskola hétévfolyamos angol nyelvi gimnáziumi osztályt indított, amelyet a 2023/2024-es tanévtől megszüntettek.
Kazincbarcika Város Önkormányzata sikerrel pályázott a KEOP 5.3.0/A/09 uniós pályázati forrásra, és 219 millió Ft-ot nyert a gimnázium komplex energetikai korszerűsítésére. A felújítás során megtörtént az épület hőszigetelése, a nyílászárók cseréje, a fűtési rendszer korszerűsítése. A pályázó önkormányzat 57 millió Ft önrésszel egészítette ki a pályázati összeget, így összesen 271 millió Ft értékű munkát végeztek el az iskolában a 2011/2012-es tanév végéig.
A Ságvári Endre Gimnázium életében 2011-ben lezárult egy korszak, az iskola jogutód nélkül – megszűnt. Az iskola fenntartását Kazincbarcika Város Önkormányzata átadta a katolikus Szalézi Szent Ferenc Társaságnak, így 2011. augusztus 31-én már Szalézi Szent Ferenc Gimnázium néven kezdte meg működését az intézmény. A „Ságvári” diákjait és tantestületét az új intézmény vette át. A fenntartó 2050. augusztus 31-ig, 39 évre kapta meg az önkormányzattól az épület használatának jogát.
2023-ban az iskola négyévfolyamos történelem, matematika specifikációs és általános tagozatos gimnáziumi osztályt indított.
2025-ben az iskola nyolcévfolyamos gimnáziumi osztályt indít.

## Az iskola igazgatói[4]

### Ságvári Endre Gimnázium
| Évek      | Név                               |
| --------- | --------------------------------- |
| 1962–1966 | Zombory Sándor                    |
| 1966–1968 | Dudás József                      |
| 1968–1974 | Schág Dániel                      |
| 1974–1988 | Pogány Lajos                      |
| 1988–1989 | Eszes László (megbízott igazgató) |
| 1989–1994 | dr. Király Bálintné               |
| 1994–2011 | Petróczi Gábor                    |

### Szalézi Szent Ferenc Gimnázium
| Évek      | Név            |
| --------- | -------------- |
| 2011–2019 | Petróczi Gábor |
| 2019–     | Balla Árpád    |

### Igazgatóhelyettesek (2024–2025)
| Név                     | Feladata                           |
| ----------------------- | ---------------------------------- |
| Bárdos-Dorkó Ágnes      | szervezési igazgatóhelyettes       |
| Tokárné Bányai Marianna | tanügyigazgatási igazgatóhelyettes |

## Az iskola pedagógusai (2024–2025)
- Almási Gáborné Fóris Judit (angol)
- Avramucz Tamás (magyar-latin)
- Balla Árpád (angol)
- Bácsa-Földvári Andrea (angol)
- Bárdos-Dorkó Ágnes (angol)
- Balogh Edina (magyar-francia)
- Bolacsek László (földrajz-történelem)
- Budai Tímea (fizika-matematika)
- Deme Zsolt (magyar-történelem)
- Elleh Hajnalka (angol-hittan)
- Farkas Barbara (angol-magyar)
- Fedor Péterné (hittan)
- Gál-Tóth Boglárka (kémia-matematika)
- Halász Mónika (angol)
- Halászné Molnár Krisztina (fizika-matematika)
- Havas Péter (német-történelem)
- Juhász Tímea (testnevelés)
- Kiss István (történelem)
- Kis-Molnár Csilla (angol)
- Kondor István (testnevelés)
- Kovácsné Bordás Enikő (angol)
- Lesóné Molnár Enikő (biológia-földrajz)
- Mezőkeresztesi Beatrix (német)
- Molnár Emese (angol-német)
- Móth Éva (testnevelés-gyógytestnevelés)
- Orbán-Vizes Krisztina (angol)
- Piaszkóné Szokircsák Ágnes (kémia-matematika)
- Polonkainé Baksy Katalin (latin-történelem)
- Schmiedné Rácz Tünde (német-történelem)
- Sebestyén Antal (digitális kultúra)
- Sebőné Orosz Mónika (digitális kultúra-matematika)
- Seresné Trója Éva (földrajz-testnevelés)
- Somodi-Hornyák Szilárd (vizuális kultúra-művészetek)
- Svéd Mátyás (angol-ének)
- Szabóné Gonda Zsuzsanna (magyar-német)
- Szegediné Aleva Andrea (testnevelés-gyógytestnevelés)
- Szilágyi Anikó (informatika-matematika)
- Szobonya Boglárka (magyar)
- Szűcs-Gömöri Viktória (német)
- Tamási Tímea (angol)
- Tokárné Bányai Marianna (matematika)
- Varga Mónika (matematika-német)
- Vassné Szokircsák Diána (magyar)
- Vargáné Lippai Marianna (biológia)

## A 2025/2026-os tanévben induló osztályok
| Képzési forma           | Képzési forma                                             | Kód  | Évfolyam | Felvehető | Felvehető | Osztály | Osztályfőnök           |
| Képzési forma           | Képzési forma                                             | Kód  | Évfolyam | Osztályok | Fő        | Osztály | Osztályfőnök           |
| ----------------------- | --------------------------------------------------------- | ---- | -------- | --------- | --------- | ------- | ---------------------- |
| Négyévfolyamos osztály  | Történelem, matematika specifikációs és általános tagozat | 0004 | 4        | 1         | 33        | 9. C    | Halász Mónika          |
| Ötévfolyamos osztály    | Nyelvi előkészítő                                         | 0005 | 5        | 1         | 33        | 9/NY    | Sebestyén Antal        |
| Hatévfolyamos osztály   | Általános                                                 | 0006 | 6        | 1         | 30        | 7. A    | Szegediné Aleva Andrea |
| Nyolcévfolyamos osztály | Általános                                                 | 0008 | 8        | 1         | 30        | 5.      | Mezőkeresztesi Beatrix |

## Osztályok (2024–2025)
| Képzési forma                                                                       | Osztály | Osztályfőnök               |
| ----------------------------------------------------------------------------------- | ------- | -------------------------- |
| Hatévfolyamos osztályok (Általános)                                                 | 7. A    | Szilágyi Anikó             |
| Hatévfolyamos osztályok (Általános)                                                 | 8. A    | Polonkainé Baksy Katalin   |
| Hatévfolyamos osztályok (Általános)                                                 | 9. A    | Piaszkóné Szokircsák Ágnes |
| Hatévfolyamos osztályok (Általános)                                                 | 10. A   | Fedor Péterné              |
| Hatévfolyamos osztályok (Általános)                                                 | 11. A   | Kiss István                |
| Hatévfolyamos osztályok (Általános)                                                 | 12. A   | Halászné Molnár Krisztina  |
| Hétévfolyamos osztályok (Nyelvi előkészítő)                                         | 7. B    | Sebőné Orosz Mónika        |
| Hétévfolyamos osztályok (Nyelvi előkészítő)                                         | 8. B    | Szabóné Gonda Zsuzsanna    |
| Hétévfolyamos osztályok (Nyelvi előkészítő)                                         | 9. B    | Elleh Hajnalka             |
| Hétévfolyamos osztályok (Nyelvi előkészítő)                                         | 10. B   | Szobonya Boglárka          |
| Hétévfolyamos osztályok (Nyelvi előkészítő)                                         | 11. B   | Kis-Molnár Csilla          |
| Hétévfolyamos osztályok (Nyelvi előkészítő)                                         | 12. B   | Almási Gáborné Fóris Judit |
| Négyévfolyamos osztályok (Történelem, matematika specifikáció és általános tagozat) | 9. C    | Juhász Tímea               |
| Négyévfolyamos osztályok (Történelem, matematika specifikáció és általános tagozat) | 10. C   | Havas Péter                |
| Négyévfolyamos osztályok (Történelem és matematika specifikáció)                    | 11. C   | Schmiedné Rácz Tünde       |
| Négyévfolyamos osztályok (Történelem és matematika specifikáció)                    | 12. C   | Kondor István              |
| Ötévfolyamos osztályok (Nyelvi előkészítő)                                          | 9/NY    | Molnár Emese               |
| Ötévfolyamos osztályok (Nyelvi előkészítő)                                          | 9. D    | Vassné Szokircsák Diána    |
| Ötévfolyamos osztályok (Nyelvi előkészítő)                                          | 10. D   | Tamási Tímea               |
| Ötévfolyamos osztályok (Nyelvi előkészítő)                                          | 11. D   | Farkas Barbara             |
| Ötévfolyamos osztályok (Nyelvi előkészítő)                                          | 12. D   | Seresné Trója Éva          |

## Volt osztályok (1966-)
| Év                             | Osztályfőnök               | Osztályfőnök                   | Osztályfőnök             | Osztályfőnök                        | Osztályfőnök             |
| Év                             | A                          | B                              | C                        | D                                   | E                        |
| Ságvári Endre Gimnázium        | Ságvári Endre Gimnázium    | Ságvári Endre Gimnázium        | Ságvári Endre Gimnázium  | Ságvári Endre Gimnázium             | Ságvári Endre Gimnázium  |
| ------------------------------ | -------------------------- | ------------------------------ | ------------------------ | ----------------------------------- | ------------------------ |
| 1966                           | ?                          | ?                              |                          |                                     |                          |
| 1967                           | ?                          | ?                              |                          |                                     |                          |
| 1968                           | ?                          | Lehoczki Zoltán                | Dús István               | Dr. Kovács István                   |                          |
| 1969                           | Fügedi Marian              | Eszes László                   | Nagy Sándor              | Dús Istvánné                        |                          |
| 1970                           | Takács Lászlóné            | Takács László                  | Nagy Sándor              | Dobrányi Zoltán                     |                          |
| 1971                           | Hidas Gábor                | Tóth Jánosné                   | Hódy Éva                 | Ruskó László                        | Tóth Józsefné – Hódy Éva |
| 1972                           | Dr. Hunyady Józsefné       | Mészáros Zoltánné              | Raisz Ivánné             | Ruskó Lászlóné                      | Restás Tiborné           |
| 1973                           | Szakál Imréné              | Szakál Imre                    | Dús István               | Dús Istvánné                        | Hidas Gáborné            |
| 1974                           | Fügedi Mária               | Dr. Kovács István              | Dudás József             | Kiss Istvánné                       |                          |
| 1975                           | Hidas Gábor                | Tóth Jánosné                   | Mészáros Zoltánné        |                                     |                          |
| 1976                           | Restás Tiborné             | Eszes László                   | Dr. Bodldizsár Józsefné  | Csukás György                       |                          |
| 1977                           | Ruskó Lászlóné             | dr. Rasz Ivánné – Eszes László | Dús István               | Nagy Sándor                         |                          |
| 1978                           | Szakál Imréné              | Dús Istvánné                   | Fügedi Mária             |                                     |                          |
| 1979                           | Ruskó László               | Dr. Gál Ferencné               | Hidas Gábor              | Deák László                         |                          |
| 1980                           | Kiss László                | Kiss István                    | Kiss Istvánné            | Sztermen Gusztávné                  |                          |
| 1981                           | Szerdahelyi Sándorné       | Dr. Király Bálintné            | Palotai Erzsébet         | Helcz Attiláné – Leichtman Györgyné |                          |
| 1982                           | Gazda Józsefné             | Lehoczky Zoltán                | Mészáros Zoltánné        | Ruskó Lászlóné                      |                          |
| 1983                           | Dús Istvánné               | Hidas Gábor                    | Szerdahelyi Sándor       | Szakál Imréné                       |                          |
| 1984                           | Galát János                | Hidas Gáborné                  | Bózsvári József          | Szerdahelyi Sándorné                |                          |
| 1985                           | Dr. Király Bálintné        | Dr. Gál Ferencné               | Szabó Istvánné           | Schramkó Ágnes                      |                          |
| 1986                           | Kisfaliné Liptai Katalin   | Kiss Istvánné                  | Torma Béla               | Pászthy Györgyné                    |                          |
| 1987                           | Rajkai Zsomborné           | Kiss László                    | Ruskó Lászlóné           | Kiss István                         |                          |
| 1988                           | Brém Jenőné                | Petróczi Gábor                 | Szakál Imréné            | Kissné Fügedi Mária                 |                          |
| 1989                           | Schramkó Ágnes             | Hidas Gábor                    | Bodnár László            | Kissné Fügedi Mária                 |                          |
| 1990                           | Dr. Boldizsár Józsefné     | Kacsinkó Katalin               | Kiss László              | Lengyel Rózsa                       |                          |
| 1991                           | Bózsvári József            | Pántya József                  | Dr. Rácz Zsigmondné      | Kiss Istvánné                       |                          |
| 1992                           | Hidas Gáborné              | Petróczi Gábor                 | Kiss István              | Dr. Király Bálintné                 |                          |
| 1993                           | Faragó Zsuzsanna           | Pogány Lajos                   | Hidas Gábor              | Kisné Fügedi Mária                  |                          |
| 1994                           | Rajkai Zsomborné           | Máthéné Kacsinkó Katalin       | Dús István               | Ruskó Lászlóné                      |                          |
| 1995                           | Lengyel Rózsa              | Bózsvári József                | Kiss Istvánné            | Bialkó Lászlóné                     |                          |
| 1996                           | Fehér Tiborné              | Kovács László                  | Kiss László              | Dr. Gálos Lászlóné                  |                          |
| 1997                           | Hidas Gábor                | Vágó Zoltán                    | Pántyáné Kuzder Mária    |                                     |                          |
| 1998                           | Schottnerné Szabó Lívia    | Kissné Fügedi Mária            | Seresné Trója Éva        |                                     | Kocsis Lórántné          |
| 1999                           | Ruskó Lászlóné             | Máthéné Kacsinkó Katalin       | Dr. Boldizsár Józsefné   |                                     | Pogány Lajos             |
| 2000                           | Bialkó Lászlóné            | Pásztor Péter                  | Kiss Tamás               |                                     | Dr. Király Bálintné      |
| 2001                           | Kiss László                | Hidas Gábor                    | Dr. Gálos Lászlóné       |                                     | Kiss István              |
| 2002                           | Kocsis Lórántné            | Kiss Istvánné                  | Zsuponyó Ágnes           |                                     | Bózsvári József          |
| 2003                           | Szabóné Gonda Zsuzsanna    | Máthéné Kacsinkó Katalin       | Szilágyi Anikó           |                                     | Vágó Zoltán              |
| 2004                           | Balla Árpád                | Pántyáné Kuzder Mária          | Vajda Gyuláné            | Piaszkóné Szokircsák Ágnes          | Harasztosi Viola         |
| 2005                           | Povázsayné Barkó Krisztina | Hidas Gábor                    | Pásztor Péter            |                                     | Seresné Trója Éva        |
| 2006                           | Vécsi Istvánné             | Bózsvári József                | Bukodi Józsefné          |                                     | Dr. Gálos Lászlóné       |
| 2007                           | Mezőkeresztesi Beatrix     | Máthéné Kacsinkó Katalin       | Madai Krisztina          |                                     | Schottnerné Szabó Lívia  |
| 2008                           |                            | Vajda Gyuláné                  | Vágó Zoltán              |                                     | Zsuponyó Ágnes           |
| 2009                           | Harasztosi Viola           | Lengyel Rózsa                  | Szilágyi Anikó           |                                     | Móth Éva                 |
| 2010                           | Bózsvári József            | Pásztor Péter                  | Seresné Trója Éva        |                                     | Polonkainé Baksy Katalin |
| 2011                           | Kovács László              | Bukodiné Sólyom Ilona          | Balogh Edina             |                                     | Bolacsek László          |
| Szalézi Szent Ferenc Gimnázium |                            |                                |                          |                                     |                          |
| 2012                           | Farkas Barbara             | Máthéné Kacsinkó Katalin       | Budai Tímea              |                                     | Lengyel Rózsa            |
| 2013                           | Schottnerné Szabó Lívia    | Gyarmati Attila                | Petrócziné Marsi Irén    |                                     | Szilágyi Anikó           |
| 2014                           | Kovácsné Bordás Enikő      | ?                              | Polonkainé Baksy Katalin |                                     | Kiss István              |
| 2015                           | Balla Árpád                | Havas Péter                    | Balogh Edina             |                                     | Móth Éva                 |
| 2016                           | Halász Mónika              | Káposztáné Balogh Ágnes        | Seresné Trója Éva        |                                     | Harasztosi Viola         |
| 2017                           |                            | Budai Tímea                    | Szegediné Aleva Andrea   | Polonkainé Baksy Katalin            | Szilágyi Anikó           |
| 2018                           | Bárdos-Dorkó Ágnes         |                                | Kondor István            | Petrócziné Marsi Irén               |                          |
| 2019                           | Bolacsek László            | Farkas Barbara                 | Szűcs-Gömöri Viktória    | Piaszkóné Szokircsák Ágnes          |                          |
| 2020                           | Pásztor Péter              | Kiss István                    | Havas Péter              | Schmiedné Rácz Tünde                |                          |
| 2021                           | Kovácsné Bordás Enikő      | Lesóné Molnár Enikő            | Szabóné Gonda Zsuzsanna  | Balogh Edina                        |                          |
| 2022                           | Vassné Szokircsák Diána    | Gál-Tóth Boglárka              | Polonkainé Baksy Katalin | Schottnerné Szabó Lívia             |                          |
| 2023                           | Piaszkóné Szokircsák Ágnes |                                | Dúl Imre                 | Szilágyi Anikó                      |                          |
| 2024                           | Budai Tímea                | Elleh Hajnalka                 | Halász Mónika            | Mezőkeresztesi Beatrix              |                          |
| 2025                           | Halászné Molnár Krisztina  | Almási Gáborné Fóris Judit     | Kondor István            | Seresné Trója Éva                   |                          |

## Eredményei

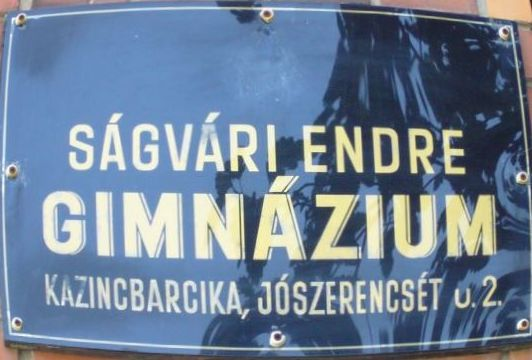
Ságvári Endre Gimnázium felirata a bejárat mellett (2011-ig)

A gimnázium 603 diákjának tanulmányi átlaga 4,24. Emelt szintű érettségire jelentkezik az érettségizők több mint fele, és szinte kivétel nélkül emelt szintű jó vagy jeles osztályzattal zárnak. Az érettségizők 67%-a középfokú nyelvvizsgával távozik az iskolából, a felsőoktatásba jelentkezők 90%-át évről évre fölveszik az egyetemre, főiskolára.
Az intézmény végzős diákjainak (1986 és 2012 között elért) felvételi eredményeiről itt olvasható tájékoztató.